# Myrmecaelurus zigan
Myrmecaelurus zigan is een insect uit de familie van de mierenleeuwen (Myrmeleontidae), die tot de orde netvleugeligen (Neuroptera) behoort. 
Myrmecaelurus zigan is voor het eerst wetenschappelijk beschreven door H. Aspöck et al. in 1980.